# Anneliese Halbe

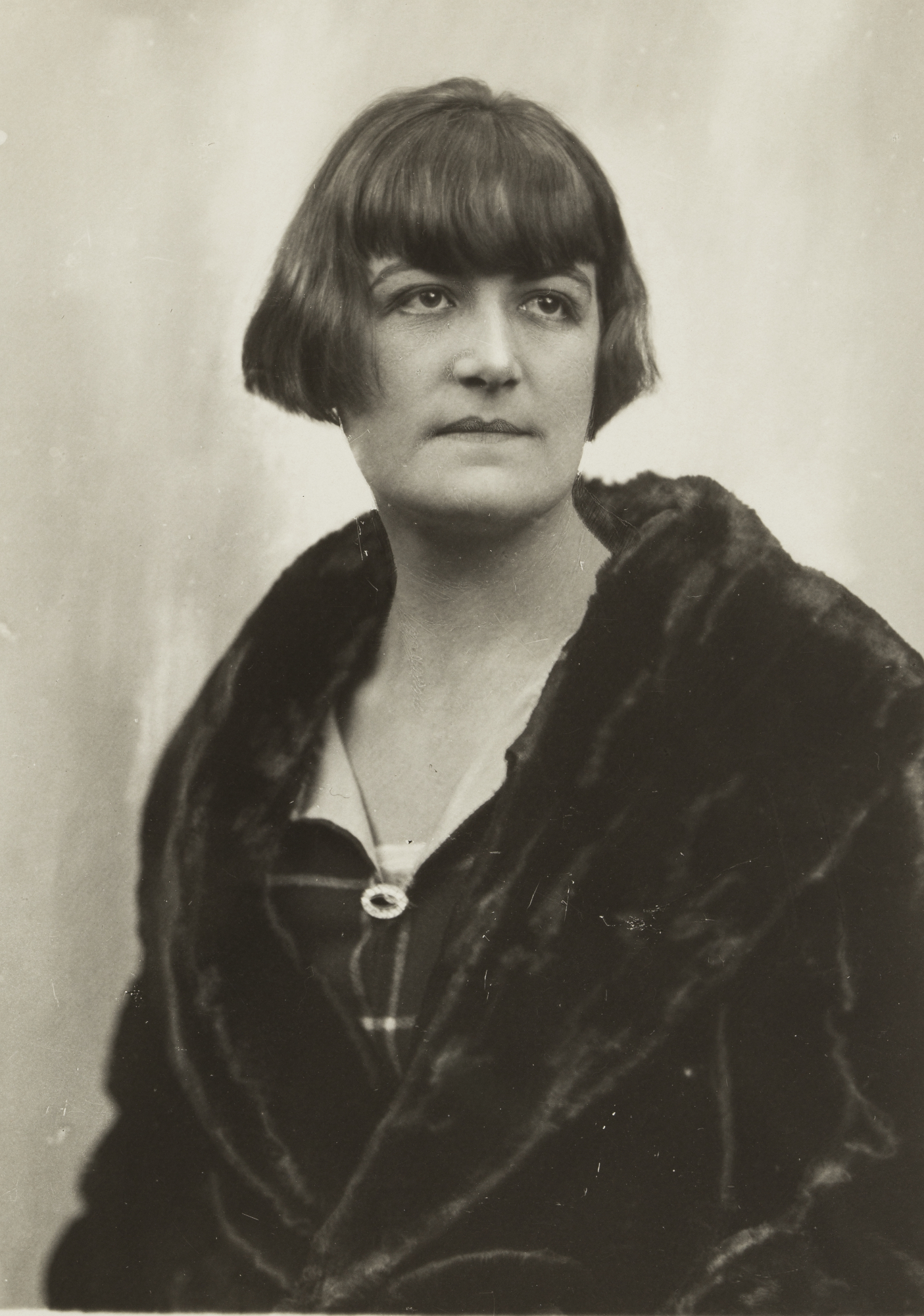
Anneliese Halbe, Aufnahme von Philipp Kester

Anneliese Halbe (auch Anna Liesa; * 1894 in Kreuzlingen; † April 1986) war eine deutsche
Schauspielerin und Theaterregisseurin.

## Leben

Bildnis einer jungen Dame, Anneliese Halbe von Lovis Corinth (1858–1925)

Anneliese Halbe war die Tochter des Schriftstellers Max Halbe und seiner Frau Luise.

## Filmografie (Auswahl)
- 1918: Mitternacht
- 1918: Suchomlinow
- 1918: Sein Weib. Roman eines Blinden
- 1918: Opfer der Gesellschaft
- 1919: Madeleine
- 1919: Prinz Kuckuck
- 1919: Die Madonna mit den Lilien
- 1920: Die graue Elster
- 1921: Die Flammenfahrt des Pacific-Express
- 1938: Du und ich
- 1949: Der Ruf